# Acorn Electron
Acorn Electron — домашний компьютер, созданный компанией Acorn Computers Ltd в качестве урезанной бюджетной версии домашнего и учебного компьютера BBC Micro. Electron располагал ОЗУ в 32 Кб, в ПЗУ компьютера был записан интерпретатор BBC BASIC.

## История
После того как Acorn выпустил BBC Micro (£235 и £335 для версии A и B соответственно), менеджмент компании озаботился возможностью выпуска более дешёвого варианта для массового рынка. В июне 1982 года стало известно о том что ZX Spectrum будет продаваться по цене £175, и сооснователя компании Hermann Hauser спросили, не подорвёт ли это продажи BBC Micro. Он ответил, что в третьем квартале Acorn собирается выпустить компьютер по цене в £120-150, с графикой, превосходящей Spectrum и совместимый с BBC Micro.
Acorn формально анонсировал Electron на Acorn User Exhibition в августе 1983 года — спустя год после обещанного срока. За это время цена Electron выросла до £175, в то время как цена Spectrum упала до £130. Компания ожидала сделать большие продажи в ходе рождественских продаж 1983 года, и продать 100 тысяч экземпляров до февраля 1984 года. Хотя команде разработчиков удалось поместить практически всю функциональность BBC Micro в один единственный чип (ULA), проблемы при производстве привели к тому, что к предрождественским продажам было готово слишком мало машин. Некоторые магазины даже сообщали, что на каждую доставленную машину у них было по восемь заказов. Это был провал, от которого модель так никогда полностью и не оправилась, хотя продажи игр для Electron намного превосходили продажи игр для BBC Micro. Существует по крайней мере 500 известных игр для Acorn Electron, и общее число игр для него, вероятно, насчитывает тысячи.
Оглядываясь назад, можно сказать, что объём оперативной памяти Electron был слишком ограничен (программа должна была поместиться в 20 Кб памяти, которые оставались после вычитания из всего объёма видеопамяти), а мощность процессора слишком мала, по сравнению с широко распространёнными ZX Spectrum и Commodore 64.

## Технические характеристики
- Процессор: MOS Technology 6502A
- Тактовая частота: 2 МГц при доступе к ПЗУ, 1 МГц либо 0,5897 МГц при доступе к ОЗУ (зависит от видеорежима, из-за того что память совместно используется процессором и микросхемами видео)
- Память: ОЗУ — 32 Кб, ПЗУ — 32 Кб
- Видеорежимы: текстовые — 20×32, 40×25, 40×32, 80×25, 80×32, графические — 160×256 (4 или 16 цветов), 320×256 (2 или 4 цвета), 640×256 (2 цвета), 320×200 (2 цвета, пустые строки через каждые 8 значимых строк), 640×200 (2 цвета, с пустыми строками)
- Звук: 1 канал, встроенный динамик
- Размеры: 160×340×65 мм
- Блок питания: внешний, 18 В

Electron позволял считывать программы с магнитной ленты кассетного бытового магнитофона и записывать их на кассету. Причём, не требовалось даже линейного входа: кабель подключался к микрофонному гнезду любого магнитофона. В качестве устройства вывода использовался бытовой телевизор либо монохромный монитор.

## Популярные расширения
- Acorn Plus 1 — блок, добавляющий к машине два слота под расширение ПЗУ, аналоговый интерфейс, параллельный порт и последовательный порт. Обычно аналоговый интерфейс использовался для подключения джойстика, параллельный порт — для принтера, последовательный порт — для модема.
- Acorn Plus 3 — модуль подключения 3.5" флоппи-диска двойной плотности.
- P.R.E.S. Advanced Plus 3
- Slogger/Elektuur Turbo Board
- Slogger Master RAM Board
- Jafa Systems Mode 7 Display Unit

## Популярные игры
Для Electron был выпущен широкий набор игр, от таких издателей как Acornsoft и Superior Software. Наиболее заметные из них:
- Starship Command (Acornsoft, 1983)
- Chuckie Egg (A’n’F, 1984)
- Elite (Acornsoft, 1984)
- Серия The Repton (Superior Software, 1985—1989)
- Thrust (Superior Software, 1986)
- Exile (Superior Software, 1988)

## Эмуляция
Существует несколько эмуляторов Acorn Electron:
- ElectrEm  — для Windows/Linux/Mac OS X
- Elkulator  — для Windows/DOS
- MAME

Программы для Electron в основном представлены в формате UEF.